# Аеродрум (квартал)
Аеродрум (на македонска литературна норма: Аеродром) е квартал в източната част на град Скопие, столицата на Северна Македония. Кварталът е ядрото на създадената по силата на закона за новата административна подялба от 2004 г. градска община Аеродрум, част от голямата Скопска община. Първата сесия на съвета на новата община е проведена 12 април 2005 г.
Преди това Аеродрум е част от община Кисела вода. Границите на квартала са от юг големият скопски булевард „Трета македонска бригда“, от изток булевард „Сърбия“, от север и запад булевард „Яне Сандански“. От запад на квартала са кварталите „Вардар“ и „13 ноември“, заедно със самата река Вардар. От изток Аеродрум граничи с квартал Лисиче.
Кварталът е известен покрай поликлиниката „Яне Сандански“ и казармата „Гоце Делчев“.
Името си квартал Аеродрум дължи на летището (аеродрума), което било изградено там през 1928 г. Тъй като е използвано и за военни и за граждански цели, летището пострадва от бомбардировките през април 1941 г. от Нацистка Германия

## Образование
• Средни училища: 3
- ДСУ „Димитар Влахов“
- ЖУЦ „Владо Тасевски“
- ДСУ „Мария Кюри Склодовска“

• Основни училища: 7
- ОУ „Блаже Конески“
- ОУ „Братя Миладинови“
- ОУ „Георги Пулевски“
- ОУ „Любен Лапе“
- ОУ „Лазо Ангеловски“
- ОУ „Димитър Македонски“
- ОУ „Гоце Делчев“

## Галерия
- Новоизградения квартал Аеродрум, 1964
- Аеродрум през 1965
- Новоизградени къщи в Аеродрум, 1964